# Deepest Blue
Deepest Blue ist eine britische Musikgruppe im Bereich Elektropop, die aus dem Israeli Matt Schwartz und dem englischen Sänger Joel Edwards besteht. 

## Geschichte
Matt war als Produzent bereits für Künstler wie Arthur Baker, Mica Paris, JTQ und Massive Attack beteiligt. 
Joel Edwards, Deepest Blue’s Front-Mann ist der Sänger und Songwriter. Er war bereits an Produktionen für Künstler wie Ed Case (Gorillaz) Planet Funk, Chicane, M Factor, Skin (Skunk Anansie) und The UnderWolves beteiligt.
Die erste Single erschien im Sommer 2003 unter dem gleichnamigen Namen Deepest Blue. Die Single erreichte den 7. Platz in den UK Charts. Der Titel wurde 2007 auch für die Filmmusik des deutschen Kinofilms Keinohrhasen verwendet.
Ihre zweite Single Give It Away erreichte Platz 9 in den UK Charts im Frühjahr 2004 und Platz 2 in der Airplay-Charts. Mit ihrer dritten Single Is It a Sin? erreichten sie die Top 30 im Mai 2004. Ihr Debüt-Album von Ende September 2004 erreicht Platz 22 in den UK National Charts.
Ihre vierte Single Shooting Star, die August 2004 erschien, schaffte nur Platz 57 in den Charts, und das nur für eine Woche. Es ist ihre erste Single, die es bisher noch nicht in die britischen Top-40 schaffte. 
Der Song Shooting Star war als Hintergrundmusik für Sky Sports News zwischen 2004 und 2007 zu hören.

## Diskografie

### Alben
| Jahr | Titel          | Höchstplatzierung, Gesamtwochen, AuszeichnungChartsChartplatzierungen (Jahr, Titel, Platzierungen, Wochen, Auszeichnungen, Anmerkungen) | Anmerkungen |
| Jahr | Titel          | UK | Anmerkungen |
| ---- | -------------- | --- | ----------- |
| 2004 | Late September | UK22 Silber · (4 Wo.)UK |             |

### Singles
| Jahr | Titel Album                  | Höchstplatzierung, Gesamtwochen, AuszeichnungChartsChartplatzierungen (Jahr, Titel, Album, Platzierungen, Wochen, Auszeichnungen, Anmerkungen) | Anmerkungen |
| Jahr | Titel Album                  | UK | Anmerkungen |
| ---- | ---------------------------- | --- | ----------- |
| 2003 | Deepest Blue Late September  | UK7 (9 Wo.)UK |             |
| 2004 | Give It Away Late September  | UK9 (10 Wo.)UK |             |
| 2004 | Is It A Sin Late September   | UK24 (2 Wo.)UK |             |
| 2004 | Shooting Star Late September | UK57 (2 Wo.)UK |             |

Weitere Veröffentlichungen
- 2008: Miracle